# Héctor Ramos (futbolista uruguayo)
Héctor Omar Ramos Delgado (nacido el 12 de febrero de 1936 en Montevideo, Uruguay) es un ex-futbolista uruguayo. Jugaba de centrocampista y su primer club fue el Nacional. Desarrolló la mayor parte de su carrera en España.

## Carrera
Comenzó su carrera en 1954 jugando para el Nacional. Jugó para el club hasta 1958. En ese año se fue a España para transformarse en el refuerzo del Real Madrid. Jugó para el club hasta 1959. En 1960 se pasó al Racing de Santander, en donde jugó hasta 1962. En ese año se pasó a las filas del Elche CF. Jugó para ese club hasta 1965. En ese año se fue al Celta de Vigo. Jugó hasta 1966. En ese año regresó al Elche CF, donde se retiró definitivamente en 1967.

## Clubes
| Club                | País    | Año       |
| ------------------- | ------- | --------- |
| Nacional            | Uruguay | 1954-1958 |
| Real Madrid         | España  | 1958-1959 |
| Racing de Santander | España  | 1960-1962 |
| Elche CF            | España  | 1962-1965 |
| Celta de Vigo       | España  | 1965-1966 |
| Elche CF            | España  | 1966-1967 |